# قطعنامه ۱۲۸۲ شورای امنیت
قطعنامه ۱۲۸۲ شورای امنیت سازمان ملل متحد که در تاریخ ۱۴ دسامبر ۱۹۹۹ تصویب شد، سندی بین‌المللی دربارهٔ بررسی وضعیت صحرای غربی است. این قطعنامه طی نشست ۴۰۸۰ام با ۱۴ رای موافق، ۰ مخالف و ۱ ممتنع تصویب شد.